# Смирнов, Иван Иванович (историк)
Ива́н Ива́нович Смирно́в (5 [18] марта 1909, Иваново-Вознесенск, Владимирская губерния — 14 мая 1965, Ленинград) — советский историк, доктор исторических наук (1947), профессор ЛГУ, лауреат Сталинской премии (1949). Один из основателей научной школы по изучению истории крестьянства и аграрной истории России.

## Биография
Учился на агрономическом факультете Ивановского политехнического института, в 1925 году поступил на исторический факультет Вятского педагогического института, окончил его в 1930 году. В 1933 защитил диссертацию по истории (научный руководитель академик Б. Д. Греков), в 1935 году утверждён в учёной степени кандидата исторических наук. В 1936 году был исключён из комсомола «за связь с троцкистом С. Н. Быковским».
В 1938 году стал научным сотрудником Ленинградского отдела института истории АН СССР, в котором работал до конца своей жизни. С 1936 по 1941 год преподавал на Историческом факультете ЛГУ, читал лекции на кафедре истории СССР, в 1940 году вступил в ВКП(б).
В 1941 году в начале Великой Отечественной войны был мобилизован Ленинградским горкомом КПСС и в качестве редактора направлен в Госполитиздат, а 17 декабря того же года был эвакуирован в Ташкент, где в то время уже находился Институт истории.
В 1947 году вернулся на исторический факультет, где преподавал до 1956 года, после чего посвятил себя Институту истории. В 1947 году защитил докторскую диссертацию. В 1950 году за свои исследования получил Сталинскую премию второй степени за 1949 год.
Похоронен на Серафимовском кладбище

## Основные работы
См. полный список научных трудов в сборнике памяти И. И. Смирнова (1967).
- Классовые противоречия в феодальной деревне в России в конце XVI в. // Проблемы истории материальной культуры. — 1933. — № 5/6. — С. 59—73;
- Бакланов Н. Б., Мавродин В. В., Смирнов И. И. Тульские и Каширские заводы в XVII в. — М.: ОГИЗ, 1934. — 160 с. — (Известия Гос. академии истории материальной культуры имени Н. Я. Марра. Вып. 98);
- Классовая борьба в Московском государстве в первой половине XVI в. // Проблемы истории докапиталистических обществ. — 1935. — № 9/10. — С. 74—108;
- Иван Грозный; Л., 1944;
- Восстание Болотникова 1606‒1607 гг; Госполитиздат, 1951;
- Краткий очерк истории восстания Болотникова; Госполитиздат, 1953;
- Очерки политической истории Русского государства 30‒50-х г. XVI в.; М.-Л., 1958;
- Заметки о феодальной Руси XIV—XV вв. // История СССР, 1962, № 2, 3;
- Очерки социально-экономических отношений Руси XII‒XIII вв., М.-Л., 1963.

Могила Смирнова на Серафимовском кладбище Санкт-Петербурга.